# Fritzing
Fritzing é uma iniciativa de código aberto para desenvolver um software tipo CAD amador (ou "hobby") para design de hardware eletrônico, para apoiar designers e artistas prontos para deixar de experimentar um protótipo e construir um circuito mais permanente com uma Placa de Circuito Impresso. Foi desenvolvido na Universidade de Ciências Aplicadas de Potsdam, e agora é mantido pela Friends-of-Fritzing foundation

## Metas

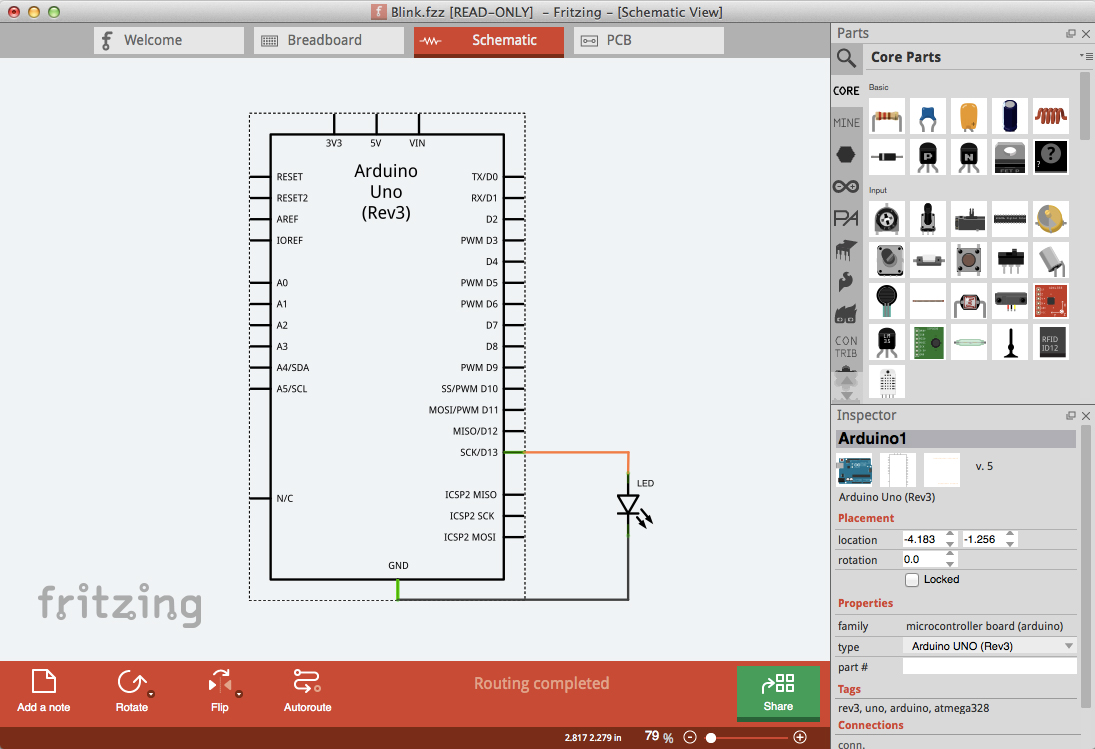
Visão esquemática do Fritzing

O software foi criado dentro do espírito da linguagem de programação Processing e do microcontrolador Arduino e permite que um designer, artista, pesquisador ou hobbista documente seu protótipo baseado em Arduino e crie um layout de PCB para a fabricação. O site do projeto ajuda os usuários a compartilhar e discutir rascunhos e experiências, além de reduzir os custos de fabricação.
O fritzing pode ser visto como uma ferramenta de automação de design eletrônico (EDA) para não-engenheiros: a metáfora é inspirada no ambiente dos designers (o protótipo baseado em placa de ensaio), enquanto a saída é focada em meios de produção acessíveis. Em 2 de dezembro de 2014, o Fritzing fez uma opção de visualização de código, onde é possível modificar o código e enviá-lo diretamente para um dispositivo Arduino.
As imagens de componentes são distribuídas sob CC-BY-SA, que também será a licença para qualquer visualização da área de trabalho gerada.
|  |  |

## Desenvolvimento
O código-fonte Fritzing é escrito em C ++ usando o framework Qt. O código-fonte pode ser baixado e editado nos repositórios do GitHub. O código-fonte está dividido em dois repositórios principais: Fritzing-App e Fritzing-Parts.

## Maker
O Fritzing permite a fácil criação de placas de circuito impresso. O FritzingFab permite que os usuários solicitem PCBs com projetos feitos no software Fritzing.
Além disso, o site contém um fórum no qual os usuários podem compartilhar e comentar os projetos uns dos outros.